# Tony Batista
Leocadio Francisco « Tony » Batista (né le 9 décembre 1973 à Puerto Plata en République dominicaine) est un ancien joueur de baseball.

## Carrière
Il évolue dans la Ligue majeure de baseball comme joueur de troisième but et arrêt-court pour les Athletics d'Oakland en 1996 et 1997, les Diamondbacks de l'Arizona en 1998 et 1999, les Blue Jays de Toronto de 1999 à 2001, les Orioles de Baltimore en 2002 et 2003, les Expos de Montréal en 2004, les Twins du Minnesota en 2006 et les Nationals de Washington en 2007.
Batista est invité au match des étoiles comme joueur des Blue Jays en 2000 et comme représentant des Orioles en 2002. 
En 11 saisons dans le baseball majeur, Tony Batista frappe 1 146 coups sûrs dont 221 circuits, compile 718 points produits, 625 points marqués et 47 buts volés. Sa moyenne au bâton en carrière se chiffre à ,251 et sa moyenne de présence sur les buts à ,299.
Il connaît ses meilleures 4 saisons d'au moins 30 circuits et 3 saisons d'au moins 100 points produits. En 1999, il partage la saison entre Arizona et Toronto, les Diamondbacks l'échangeant le 12 juin avec le lanceur droitier John Frascatore, en retour du lanceur gaucher Dan Plesac. Au total, en 142 matchs pour les deux équipes, Batista frappe 31 circuits et produit 100 points. 
La saison suivante, en 2000, il réalise avec Toronto ses sommets personnels de 41 circuits et 114 points produits. 
En 2002, il frappe 31 circuits et fait compter 87 points avec Baltimore et en ajoute 26 pour aller avec 99 points produits en 2003 à sa dernière année chez les Orioles. À sa seule année avec les Expos de Montréal en 2004, Batista frappe 32 circuits et produit 110 points. 
En 2005, Batista évolue au Japon pour les Fukuoka SoftBank Hawks avant de retourner aux États-Unis pour deux dernières saisons dans les ligues majeures.